# (3873) Roddy
(3873) Roddy es un asteroide perteneciente al grupo de los asteroides que cruzan la órbita de Marte descubierto por Carolyn Jean S. Shoemaker desde el observatorio del Monte Palomar, Estados Unidos, el 21 de noviembre de 1984.

## Designación y nombre
Roddy recibió inicialmente la designación de 1984 WB.
Más tarde, en 1989, se nombró en honor del geólogo estadounidense David J. Roddy.

## Características orbitales
Roddy orbita a una distancia media del Sol de 1,892 ua, pudiendo alejarse hasta 2,145 ua y acercarse hasta 1,639 ua. Su excentricidad es 0,1337 y la inclinación orbital 23,35 grados. Emplea en completar una órbita alrededor del Sol 950,7 días.
Roddy forma parte del grupo asteroidal de Hungaria.

## Características físicas
La magnitud absoluta de Roddy es 12,8 y el periodo de rotación de 2,478 horas. Está asignado al tipo espectral S de la clasificación SMASSII.